# 纳霍德卡港
纳霍德卡港（俄语：Порт Нахо́дка），俄罗斯联邦滨海边疆区納霍德卡的一个港口，毗邻日本海纳霍德卡湾。